# Pedro de Castro van Dúnem
Pedro de Castro van Dúnem, angolski politik, * 1942, † 1997.
Med letoma 1989 in 1992 je bil minister za zunanje zadeve Angole in med letoma 1992 in 1997 je bil minister za javna dela in urbane zadeve Angole.